# Магомедов, Магарам Исрапилович
Магарам Исрапилович Магомедов (род. 20 мая 1966, с. Хури, Дагестанская АССР) — российский шахматист, гроссмейстер (1998).
Выпускник Таджикского государственного университета (г. Душанбе).
В составе сборной Таджикской ССР участник 3-х первенств СССР между командами союзных республик (1983—1985, 1991).
В составе сборной Таджикистана участник 3-х Олимпиад (1994—1998) и 10-го командного чемпионата Азии (1993).
Исполнительный директор Шахматной федерации Республики Дагестан (2012—2018).
Наивысшего рейтинга достиг 1 июля 2000 года, с отметкой 2608 пунктов занимал 80 позицию в мировом рейтинге ФИДЕ и 18 место в рейтинг-листе российских шахматистов.

## Личная жизнь
По национальности — лакец, родом из села Хури, Лакского района Дагестана.

## Спортивные результаты
| Год  | Город        | Турнир                        | + | − | = | Результат | Место |
| ---- | ------------ | ----------------------------- | - | - | - | --------- | ----- |
| 1983 | Москва       | 16-й командный чемпионат СССР | 1 | 4 | 3 | 2½ из 8   |       |
| 1985 | Волгоград    | 17-й командный чемпионат СССР | 2 | 3 | 2 | 3 из 7    |       |
| 1989 |              | Полуфинал чемпионата СССР     |   |   |   | из        | 5—7   |
| 1991 | Азов         | 19-й командный чемпионат СССР | 1 | 3 | 5 | 3½ из 9   |       |
| 1993 | Куала-Лумпур | 10-й командный чемпионат Азии | 5 | 2 | 2 | 6 из 9    |       |
| 1994 | Москва       | 31-я Олимпиада                | 6 | 5 | 1 | 6½ из 12  |       |
| 1996 | Ереван       | 32-я Олимпиада                | 4 | 4 | 6 | 7 из 14   |       |
| 1998 | Элиста       | 33-я Олимпиада                | 3 | 2 | 2 | 4 из 7    |       |

## Изменения рейтинга
| Графики недоступны из-за технических проблем. См. информацию на Фабрикаторе и на mediawiki.org. |